# Dysternopping
Dysternopping (Entoloma indutoides) är en svampart som först beskrevs av Peter D. Orton, och fick sitt nu gällande namn av Machiel Evert ("Chiel") Noordeloos 1984. Entoloma indutoides ingår i släktet Entoloma och familjen Entolomataceae.  Arten är reproducerande i Sverige. Inga underarter finns listade i Catalogue of Life.
I den svenska databasen Dyntaxa används istället namnet Entoloma griseorubidum för samma taxon.  Arten är reproducerande i Sverige.